# Rubens Barrichello
Rubens Gonçalves Barrichello (* 23. květen 1972 v São Paulu, Brazílie) je bývalý brazilský jezdec Formule 1 s italskými kořeny. V současné době nejezdí za žádný tým, protože o závodní sedačku ve Williamsu pro rok 2012 ho tým připravil ve prospěch Bruna Senny.
V letech 2000–2005 byl týmovým kolegou Michaela Schumachera, který se v této době stal pětkrát mistrem světa a nejúspěšnějším jezdcem v historii. Barrichello obdivoval Ayrtona Sennu, který ho považoval za jakéhosi svého žáka.

## Osobní život
Narodil se v Sao Paulu, jako syn Rubense Barrichella Juniora. Jeho otec i dědeček se též jmenují Rubens. Narodil se ve stejný den jako jeho otec: 23. května. Jelikož je až třetím Rubensem v pořadí, říkají mu Rubinho (portugalská zdrobnělina pro jméno Rubens), což je také jeho současná přezdívka.
V roce 1997 se oženil se Silvanou Giaffoneovou, bylo to 24. února. Silvana je sestřenicí Brazilského jezdce IRL, Felipe Giaffonea a neteří brazilských šampionů, Alfonsa Giaffonea Filha a Zeca Giaffonea. Tak vznikla asi nejznámější závodnická rodina v Brazílii. Se Silvanou mají 2 syny: Eduarda (n. 2001) a Fernanda (n. 2005).

## Kariéra před Formulí 1
V mládí byl velice talentovaným jezdcem, vyhrál pětkrát titul na motokárách v Brazílii, poté přešel do Evropy do série Formule Lotus v roce 1990. Hned v prvním roce tuto sérii vyhrál a pro příští rok zaujal místo v Britské Formuli 3, kde porazil mladého Brita, Davida Coultharda. Ve F1 začínal velice brzy, už v 19 letech, nejprve ale ještě odjezdil sérii Formule 3000. Tady sice titul nezískal, vybojoval ale solidní třetí místo, a pro rok 1993 se spojil s týmem Jordan, jezdícím ve Formuli 1.

## Formule 1

### 1993–1996: Jordan

#### 1993
Měl efektivní start do F1. Ve svém třetím závodě, Grand Prix Evropy, startoval ze dvanáctého místa za deštivých podmínek, ale už po prvním kole byl čtvrtý. Chvíli jel dokonce druhý, pak třetí, nakonec ale nedojel po problémech s palivem. Po celou sezónu ale měl vůz velké problémy, a Rubens dokončil jen 6 závodů z 16. Svým pátým místem z okruhu Suzuka, za které bral 2 body ale porazil své zkušenější týmové kolegy, včetně Eddieho Irvina. V Grand Prix Francie měl ale příležitost k prvním bodům, ale v posledním kole je ztratil a bodoval Michael Andretti.

#### 1994
Rok 1994 začal slibným čtvrtým místem v Brazílii a prvními stupni vítězů na okruhu Aida. Po prvních dvou závodech byl druhý v bodování. Ale pak přišlo osudné San Marino, a těžká nehoda Rubense, ve které málem přišel o život. O 2 dny později zemřel jeho učitel Ayrton Senna. I přes tyto tragické události se Rubens nevzdal a pokračoval dále, zajel pole position na okruhu Spa-Francorchamps. V té době byl nejmladším jezdcem, který stanul na pole position. Celkově skončil na skvělém 6. místě a porazil mnoho zvučných jmen.

#### 1995
Podobný rok s týmem Jordan byl i v sezóně 1995, kde Rubens stanul v Montrealu na druhém místě. Na konci sezóny byl celkově jedenáctý.

#### 1996
Pro rok 1996 se s příchodem motorů Peugeot čekalo zlepšení. Do týmu také přišel významný sponzor, společnost Benson & Hedges. První závod nezačal špatně, Rubens bojoval celkem vysoko, ale pak jej auto přece jen zradilo a musel odstoupit. Přes očekávání ale Jordan nebyl schopen vyhrát závod. Celkově skončil v bodování osmý. Barrichellův vztah s šéfem týmu Eddiem Jordanem se pomalu zhoršoval a na konci sezóny odešel Rubens do nově vzniklého týmu Stewart.

### 1997–1999: Stewart

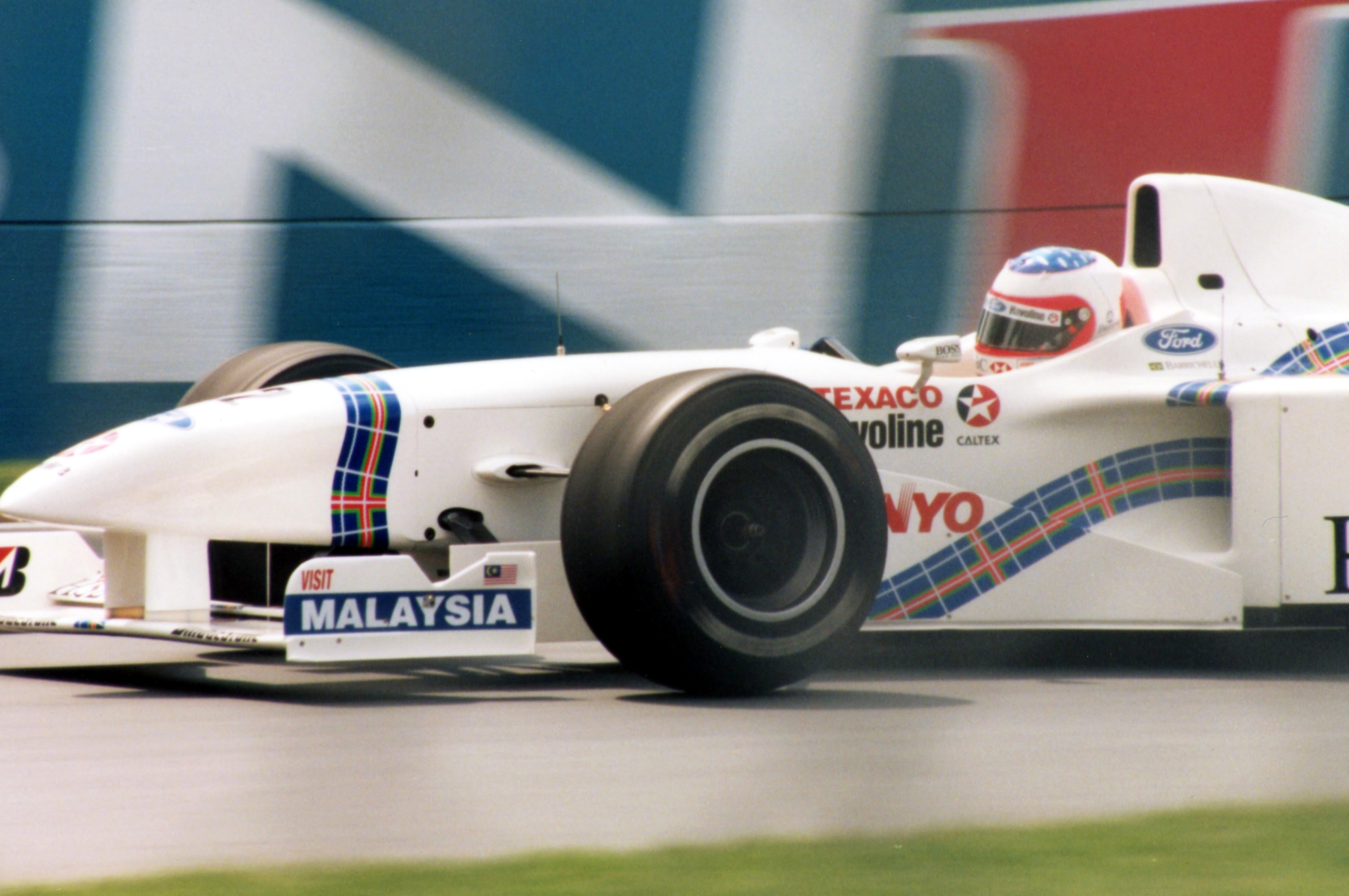
Barrichello při Grand Prix Kanady 1997.

Pro nováčkovský tým to byla obtížná sezóna, a Rubens dokončil pouhé tři závody v celé sezóně, ovšem blýskl se druhým místem v Grand Prix Monaka. To byly ovšem jediné body, a tak byl klasifikován celkově až jako třináctý.
Rok 1998 nebyl pro Stewart o moc lepší než ten předchozí, ale Rubens se postupně zlepšoval. Porazil svého stájového kolegu Jana Magnussena, který byl pro nevýrazné výsledky nahrazen Josem Verstappenem. Barrichello ovšem získal jen 4 body a celkově byl dvanáctý.
Sezóna 1999 konečně pro tým Stewart přinesla dobré výsledky. V prvním závodě sezóny se Rubens kvalifikoval na pátém místě, a v deštivé kvalifikaci ve Francii získal pole position. A také třikrát stanul na stupních vítězů: v Brazílii, San Marinu a v Grand Prix Evropy, kterou vyhrál jeho týmový kolega, Johnny Herbert. Na kontě Rubense bylo na konci sezóny 21 bodů a celkové 6. místo. To zaujalo šéfa stáje Ferrari, Jeana Todta a tak Barrichello podepsal pro rok 2000 smlouvu s týmem Ferrari.

### 2000–2005: Ferrari

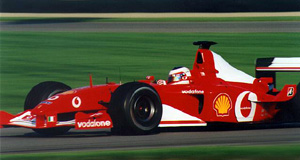
Barrichello ve voze Ferrari při Grand Prix USA 2002.

Své první vítězství získal Rubens ve svém 123. závodě, na okruhu Hockenheimring, přestože startoval až jako osmnáctý. Stal se tak jezdcem s nejdelším počtem závodů, kdy nevyhrál. Barrichello pokračoval ve skvělých výsledcích a podílel se na dominanci Ferrari na začátku nového tisíciletí. Byly to jeho nejlepší léta v F1. V sezóně 2000 byl celkově čtvrtý, v roce 2001 třetí a v sezóně 2002 dokonce druhý, za týmovým kolegou Michaelem Schumacherem.
Za 3 roky u Ferrari si ale připsal jen 4 vítězství, další musel přenechat Schumacherovi při kontroverzní Grand Prix Rakouska 2002, kde na cílové rovince zpomalil, aby Michael mohl vyhrát. Díky tomuto incidentu byla v roce 2003 zakázána týmová režie.
V sezóně 2004 často dojížděl za Schumacherem, 7× byl druhý, a vyhrál 2 závody: v Itálii a Číně. Završil tak svou nejlepší sezónu v F1, získal celkem 114 bodů a 14 umístění na stupních vítězů.
Přes skvělé auto Ferrari, které měl, nebyl na své domácí Grand Prix Brazílie nikdy příliš úspěšný. Za svou kariéru nedojel 10 ze 14 závodů na domácí trati. Nejlepším výsledkem bylo třetí místo z roku 2004.
Během sezóny 2005 začal být kritizován, že se příliš podřizuje Michaelu Schumacherovi, a ničí si tak kariéru, celkově byl v roce 2005 až osmý. V srpnu 2005 bylo oznámeno, že po pěti letech opustil Ferrari a na konci roku se připojil ke stáji Honda.

### 2006–2008: Honda

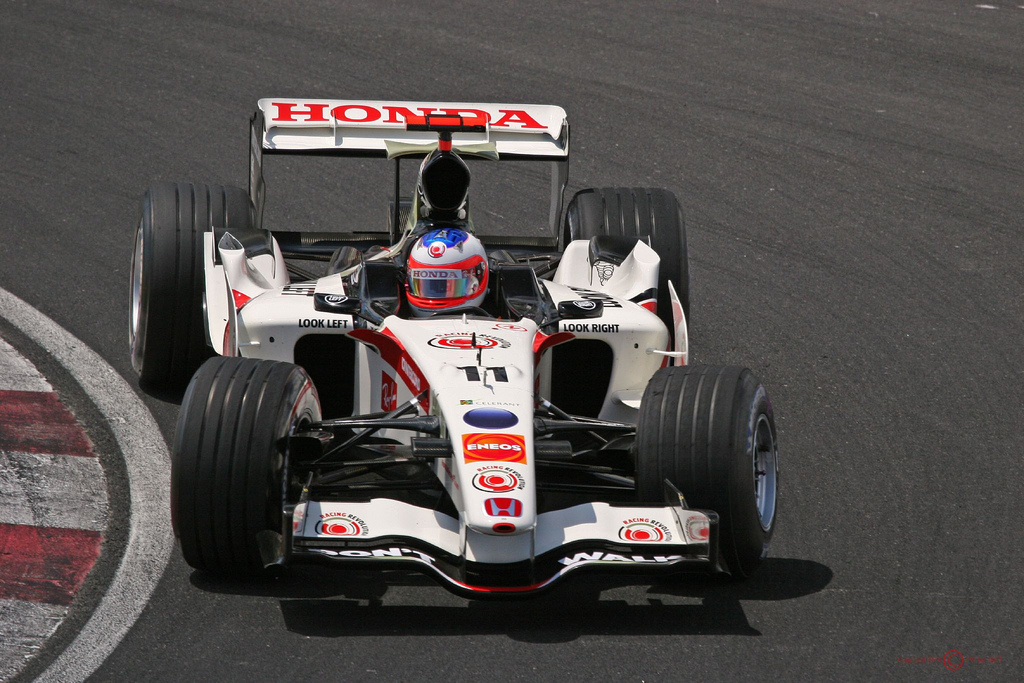
Barrichello při Grand Prix Kanady 2006.

#### 2006
Jeho šťastné číslo je 11, protože právě s tímhle číslem vyhrál svůj první závod na motokárách. Pro sezónu 2006 tak jeho týmový kolega Jenson Button přenechal číslo 11 právě jemu. Jeho číslo mu však zas tak dobré výsledky nepřinesly, pohyboval se sice na špici, ale jeho kolega Button byl výrazně lepší. Jeho vůz prý neseděl jeho jezdeckému stylu, zejména brzdění. Po menších úpravách měl být vůz zase o něco lepší. A už v Monaku mohl dojet na stupních vítězů, ale dostal trest projetí boxy za překročení rychlosti v pit lane a musel se spokojit se čtvrtým místem. V tom závodě si vyměnil helmu s jedním ze svých nejlepších přátel, Tony Kanaanem, brazilským jezdcem série IRL, kterého někdy označuje portugalsky jako Anao (což znamená trpaslík). Kanaan jel zase s jeho helmou závod 500 mil Indianapolis.
Na konci sezóny obsadil celkové 7. místo.

#### 2007

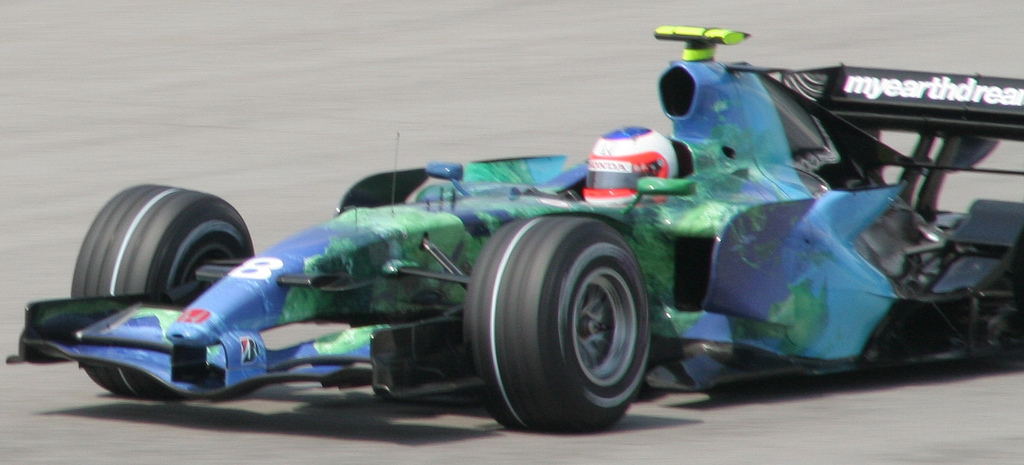
Barrichello ve voze Honda při Grand Prix Malajsie 2007.

Společně a Buttonem byli oznámeni jako jezdecká dvojice Hondy i pro rok 2007, rezervním jezdcem se stal Christian Klien, který nahradil Anthonyho Davidsona, který přestoupil do Super Aguri. Nová specifikace vozu: Honda RA107 byla jistojistě krok vedle. Dvě 10. místa z Monaka a Španělska byla Barrichellovými nejlepšími umístěními. Ve Velké Británii si polepšil na místo deváté. Přesto porážel týmového kolegu Buttona, ten akorát získal při Grand Prix Francie osmé místo a jeden bod. V té době byl bez bodu klasifikován jako devatenáctý. Do konce této neúspěšné sezony, která se stala nejhorší v jeho kariéře, už nedokázal získat žádný bod.

#### 2008
19. července 2007 bylo potvrzeno, že společně Buttonem si spolu zajezdí ještě i v sezóně 2008. V prvním závodě sezóny se kvalifikoval na 10. místě. Závod sice dokončil na 6. místě, ale byl diskvalifikován za ignorování červeného světla na konci boxové uličky. V témže závodě si ještě odpykal penalizaci stop-and-go, poté, co vjel do boxů při výjezdu safety caru. Další závody sice dokončil, nicméně na nebodovaných místech. Grand Prix Turecka 2008 byla pro něj výjimečná. Byl to totiž jeho 257. start v závodě, čímž překonal rekord Riccarda Patreseho, který odjel závodů 256. Prolomení rekordu bylo velimi diskutabilní. Do některých závodů totiž nenastoupil, když jako například v Grand Prix Španělska 2002 musel odstoupit již v zahřívacím kole. V Monaku vybojoval své první body od roku 2006. A hned další přidal v Kanadě. Několik kol dokonce vedl, hlavně díky safety caru, nakonec se ale propadl na 7. příčku. Ve Francii ale na úspěchy nenavázal. Už v kvalifikaci měl problémy a závod nakonec dokončil na 14. místě.
Při Grand Prix Velké Británie se kvalifikoval až na 16. místě a to dokonce porazil týmového kolegu Buttona. To bylo hlavně kvůli dešti, který provázel i závod. Extrémní podmínky mu hrály do karet a on dojel na skvělém 3. místě. Byly to jeho první stupně vítězů od roku 2005.

### 2009: Brawn GP
V šampionátu skončil třetí.

### 2010-: Williams
Rubens Barrichello podepsal 2. listopadu 2009 smlouvu s Williamsem. V roce 2010 byl jeho týmovým kolegou Nico Hülkenberg. Rubens Barrichello po této sezóně přestoupil do indycar.

## Kompletní výsledky ve Formuli 1
| Legenda k tabulce | Legenda k tabulce                                                                       |
| Barva             | Výsledek                                                                                |
| ----------------- | --------------------------------------------------------------------------------------- |
| Zlatá             | Vítěz                                                                                   |
| Stříbrná          | 2. místo                                                                                |
| Bronzová          | 3. místo                                                                                |
| Zelená            | Bodované umístění                                                                       |
| Modrá             | Nebodované umístění                                                                     |
| Modrá             | Dokončil neklasifikován (NC)                                                            |
| Fialová           | Odstoupil (Ret)                                                                         |
| Červená           | Nekvalifikoval se (DNQ)                                                                 |
| Červená           | Nepředkvalifikoval se (DNPQ)                                                            |
| Černá             | Diskvalifikován (DSQ)                                                                   |
| Bílá              | Nestartoval (DNS)                                                                       |
| Bílá              | Závod zrušen (C)                                                                        |
| Světle modrá      | Pouze trénoval (PO)                                                                     |
| Světle modrá      | Páteční testovací jezdec (TD)                                                           |
| Bez barvy         | Netrénoval (DNP)                                                                        |
| Bez barvy         | Vyřazen (EX)                                                                            |
| Bez barvy         | Nepřijel (DNA)                                                                          |
| Bez barvy         | Odvolal účast (WD)                                                                      |
| Bez barvy         | Nezúčastnil se (prázdné)                                                                |
| Označení          | Význam                                                                                  |
| Tučnost           | Pole position                                                                           |
| Kurzíva           | Nejrychlejší kolo                                                                       |
| †                 | Jezdec nedojel do cíle, ale byl klasifikován, protože odjel více než 90 % délky závodu. |
| ‡                 | Byl udělován poloviční počet bodů, protože bylo odjeto méně než 75 % délky závodu.      |
| Horní index       | Umístění bodujících jezdců ve sprintu                                                   |

| Rok  | Tým                                  | Šasi             | Motor                   | 1       | 2       | 3       | 4       | 5       | 6       | 7       | 8       | 9       | 10      | 11      | 12      | 13      | 14      | 15      | 16      | 17      | 18     | 19     | Body | Umístění  |
| ---- | ------------------------------------ | ---------------- | ----------------------- | ------- | ------- | ------- | ------- | ------- | ------- | ------- | ------- | ------- | ------- | ------- | ------- | ------- | ------- | ------- | ------- | ------- | ------ | ------ | ---- | --------- |
| 1993 | Sasol Jordan                         | Jordan 193       | Hart 1035 3.5 V10       | RSA Ret | BRA Ret | EUR Ret | SMR Ret | ESP 12  | MON 9   | CAN Ret | FRA 7   | GBR 10† | GER Ret | HUN Ret | BEL Ret | ITA Ret | POR 13  | JPN 5   | AUS Ret |         |        |        | 2    | 18. místo |
| 1994 | Total Jordan Hart                    | Jordan 194       | Hart 1035 3.5 V10       | BRA 4   | PAC 3   | SMR DNQ | MON Ret | ESP Ret | CAN 7   | FRA Ret | GBR 4   | GER Ret | HUN Ret | BEL Ret | ITA 4   | POR 4   | EUR 12  | JPN Ret | AUS 4   |         |        |        | 19   | 6. místo  |
| 1995 | Total Jordan Peugeot                 | Jordan 195       | Peugeot A10 3.0 V10     | BRA Ret | ARG Ret | SMR Ret | ESP 7   | MON Ret | CAN 2   | FRA 6   | GBR 11† | GER Ret | HUN 7   | BEL 6   | ITA Ret | POR 11  | EUR 4   | PAC Ret | JPN Ret | AUS Ret |        |        | 11   | 11. místo |
| 1996 | Benson & Hedges Total Jordan Peugeot | Jordan 196       | Peugeot A12 EV5 3.0 V10 | AUS Ret | BRA Ret | ARG 4   | EUR 5   | SMR 5   | MON Ret | ESP Ret | CAN Ret | FRA 9   | GBR 4   | GER 6   | HUN 6   | BEL Ret | ITA 5   | POR Ret | JPN 9   |         |        |        | 14   | 8. místo  |
| 1997 | Stewart Ford                         | Stewart SF01     | Ford VJ Zetec-R 3.0 V10 | AUS Ret | BRA Ret | ARG Ret | SMR Ret | MON 2   | ESP Ret | CAN Ret | FRA Ret | GBR Ret | GER Ret | HUN Ret | BEL Ret | ITA 13  | AUT 14† | LUX Ret | JPN Ret | EUR Ret |        |        | 6    | 13. místo |
| 1998 | Stewart Ford                         | Stewart SF02     | Ford VJ Zetec-R 3.0 V10 | AUS Ret | BRA Ret | ARG 10  | SMR Ret | ESP 5   | MON Ret | CAN 5   | FRA 10  | GBR Ret | AUT Ret | GER Ret | HUN Ret | BEL DNS | ITA 10  | LUX 11  | JPN Ret |         |        |        | 4    | 12. místo |
| 1999 | Stewart Ford                         | Stewart SF3      | Ford CR-1 3.0 V10       | AUS 5   | BRA Ret | SMR 3   | MON 9   | ESP Ret | CAN Ret | FRA 3   | GBR 8   | AUT Ret | GER Ret | HUN 5   | BEL 10  | ITA 4   | EUR 3   | MAL 5   | JPN 8   |         |        |        | 21   | 7. místo  |
| 2000 | Scuderia Ferrari Marlboro            | Ferrari F1-2000  | Ferrari 049 3.0 V10     | AUS 2   | BRA Ret | SMR 4   | GBR Ret | ESP 3   | EUR 4   | MON 2   | CAN 2   | FRA 3   | AUT 3   | GER 1   | HUN 4   | BEL Ret | ITA Ret | USA 2   | JPN 4   | MAL 3   |        |        | 62   | 4. místo  |
| 2001 | Scuderia Ferrari Marlboro            | Ferrari F2001    | Ferrari 050 3.0 V10     | AUS 3   | MAL 2   | BRA Ret | SMR 3   | ESP Ret | AUT 3   | MON 2   | CAN Ret | EUR 5   | FRA 3   | GBR 3   | GER 2   | HUN 2   | BEL 5   | ITA 2   | USA 15† | JPN 5   |        |        | 56   | 3. místo  |
| 2002 | Scuderia Ferrari Marlboro            | Ferrari F2001    | Ferrari 050 3.0 V10     | AUS Ret | MAL Ret | BRA Ret |         |         |         |         |         |         |         |         |         |         |         |         |         |         |        |        | 77   | 2. místo  |
| 2002 | Scuderia Ferrari Marlboro            | Ferrari F2002    | Ferrari 051 3.0 V10     |         |         |         | SMR 2   | ESP DNS | AUT 2   | MON 7   | CAN 3   | EUR 1   | GBR 2   | FRA DNS | GER 4   | HUN 1   | BEL 2   | ITA 1   | USA 1   | JPN 2   |        |        | 77   | 2. místo  |
| 2003 | Scuderia Ferrari Marlboro            | Ferrari F2002    | Ferrari 051 3.0 V10     | AUS Ret | MAL 2   | BRA Ret | SMR 3   |         |         |         |         |         |         |         |         |         |         |         |         |         |        |        | 65   | 4. místo  |
| 2003 | Scuderia Ferrari Marlboro            | Ferrari F2003-GA | Ferrari 052 3.0 V10     |         |         |         |         | ESP 3   | AUT 3   | MON 8   | CAN 5   | EUR 3   | FRA 7   | GBR 1   | GER Ret | HUN Ret | ITA 3   | USA Ret | JPN 1   |         |        |        | 65   | 4. místo  |
| 2004 | Scuderia Ferrari Marlboro            | Ferrari F2004    | Ferrari 053 3.0 V10     | AUS 2   | MAL 4   | BHR 2   | SMR 6   | ESP 2   | MON 3   | EUR 2   | CAN 2   | USA 2   | FRA 3   | GBR 3   | GER 12  | HUN 2   | BEL 3   | ITA 1   | CHN 1   | JPN Ret | BRA 3  |        | 114  | 2. místo  |
| 2005 | Scuderia Ferrari Marlboro            | Ferrari F2004M   | Ferrari 054 3.0 V10     | AUS 2   | MAL Ret |         |         |         |         |         |         |         |         |         |         |         |         |         |         |         |        |        | 38   | 8. místo  |
| 2005 | Scuderia Ferrari Marlboro            | Ferrari F2005    | Ferrari 055 3.0 V10     |         |         | BHR 9   | SMR Ret | ESP 9   | MON 8   | EUR 3   | CAN 3   | USA 2   | FRA 9   | GBR 7   | GER 10  | HUN 10  | TUR 10  | ITA 12  | BEL 5   | BRA 6   | JPN 11 | CHN 12 | 38   | 8. místo  |
| 2006 | Lucky Strike Honda Racing F1 Team    | Honda RA106      | Honda RA806E 2.4 V8     | BHR 15  | MAL 10  | AUS 7   | SMR 10  | EUR 5   | ESP 7   | MON 4   | GBR 10  | CAN Ret | USA 6   | FRA Ret | GER Ret | HUN 4   | TUR 8   | ITA 6   | CHN 6   | JPN 12  | BRA 7  |        | 30   | 7. místo  |
| 2007 | Honda Racing F1 Team                 | Honda RA107      | Honda RA807E 2.4 V8     | AUS 11  | MAL 11  | BHR 13  | ESP 10  | MON 10  | CAN 12  | USA Ret | FRA 11  | GBR 9   | EUR 11  | HUN 18  | TUR 17  | ITA 10  | BEL 13  | JPN 10  | CHN 15  | BRA Ret |        |        | 0    | 20. místo |
| 2008 | Honda Racing F1 Team                 | Honda RA108      | Honda RA808E 2.4 V8     | AUS DSQ | MAL 13  | BHR 11  | ESP Ret | TUR 14  | MON 6   | CAN 7   | FRA 14  | GBR 3   | GER Ret | HUN 16  | EUR 16  | BEL Ret | ITA 17  | SIN Ret | JPN 13  | CHN 11  | BRA 15 |        | 11   | 14. místo |
| 2009 | Brawn GP F1 Team                     | Brawn BGP 001    | Mercedes FO 108W 2,4 V8 | AUS 2   | MAL 5‡  | CHN 4   | BHR 5   | ESP 2   | MON 2   | TUR Ret | GBR 3   | GER 6   | HUN 10  | EUR 1   | BEL 7   | ITA 1   | SIN 6   | JPN 7   | BRA 8   | ABU 4   |        |        | 77   | 3. místo  |
| 2010 | AT&T WilliamsF1 Team                 | Williams FW32    | Cosworth 2,4 V8         | BHR 10  | AUS 8   | MAL 12  | CHN 12  | ESP 9   | MON Ret | TUR 14  | CAN 14  | EUR 4   | GBR 5   | GER 12  | HUN 10  | BEL Ret | ITA 10  | SIN 6   | JPN 9   | KOR 7   | BRA 14 | ABU 12 | 47   | 10. místo |
| 2011 | AT&T WilliamsF1 Team                 | Williams FW33    | Cosworth 2,4 V8         | AUS Ret | MAL Ret | CHN 13  | TUR 15  | ESP 17  | MON 9   | CAN 9   | EUR 12  | GBR 13  | GER Ret | HUN 13  | BEL 16  | ITA 12  | SIN 13  | JPN 17  | KOR 12  | IND 15  | ABU 12 | BRA 14 | 4    | 17. místo |

### Výsledky v ostatních formulových kategoriích
| Sezóna | Série                         | Tým                | Vůz                   | Závody | Vítězství | Pole Position | Podium | Body | Konečné umístění |
| 1989   | Formule Ford 1600 Brazílie    |                    |                       |        |           |               |        |      | 4. místo         |
| 1990   | Formule Opel Lotus Euroseries | Draco Racing       |                       | 11     | 6         | 7             |        |      | 1. místo         |
| 1991   | Formule 3 V. Británie         | West Surrey Racing | Ralt RT35-Mugen Honda | 16     | 4         | 9             | 8      | 74   | 1. místo         |
| 1992   | FIA Formule 3000              | Il Barone Rampante | Reynard 92D-Cosworth  | 10     | 0         | 0             | 4      | 27   | 3. místo         |

### Formule 3
Pro rok 1991 podepsal Barrichello smlouvu s týmem West Surrey Racing v britském Mistrovství Formule 3. Nejvážnějším soupeřem mu byl domácí David Coulthard, který ač získal o jedno vítězství navíc v celkovém hodnocení na Barrichella nestačil.
- Žlutě jsou vítězství

| Rok  | 1  | 2  | 3  | 4  | 5  | 6  | 7  | 8  | 9  | 10 | 11 | 12 | 13 | 14 | 15 | 16 | Pořadí | Body |
| ---- | -- | -- | -- | -- | -- | -- | -- | -- | -- | -- | -- | -- | -- | -- | -- | -- | ------ | ---- |
| 1991 | 01 | 02 | 03 | 04 | 05 | 06 | 07 | 08 | 09 | 10 | 11 | 12 | 13 | 14 | 15 | 16 | Mistr  | 74   |

Tým / Vůz
- 1991 – West Surrey Racing / Ralt Mugen Honda

### Formule 3000
- N závod nezapočítávaný do šampionátu.

| Rok  | 1  | 2   | 3   | 4   | 5   | 6   | 7   | 8   | 9   | 10  | N   | Pořadí   | Body |
| ---- | -- | --- | --- | --- | --- | --- | --- | --- | --- | --- | --- | -------- | ---- |
| 1992 | GB | Fra | Špa | Ita | Něm | Něm | Bel | Špa | Fra | Fra | Arg | 3. místo | 27   |

Vozy / Tým
- 1992 Reynard 92D Cosworth / Il Barone Rampante